# Marsa Alam
Marsa Alam (in arabo مرسى علم‎?, Marsā ʿAlam) è un piccolo villaggio di pescatori egiziano, sulla costa ovest del Mar Rosso, la traduzione significa "porto della bandiera".
Negli ultimi anni, a seguito dell'apertura dell'aeroporto internazionale (codice ICAO: HEMA, codice IATA: RMF) nel 2003, è cresciuto rapidamente fino a divenire una popolare destinazione turistica, come lo sono già Sharm el-Sheikh e Hurghada.
Marsa Alam è situata in prossimità del tropico del Cancro, dove il Mar Rosso incontra il deserto del Sahara, e si presenta ricca di palmeti e mangrovie, con un mare ricco di pesce per via della presenza della barriera corallina. Quest'ultima è molto rinomata tra i subacquei per via dei molti siti d'immersione ancora incontaminati, in cui si possono incontrare facilmente delfini (del genere stenella rostrata), dugongo e squali martello.
La città è servita dall'Aeroporto Internazionale di Marsa Alam, inaugurato nel 2003.

## Il clima
Pur essendo situata oltre 135 miglia (217 km) a nord della zona tropicale, la città è caratterizzata da un clima desertico caldo, con temperature più stabili rispetto a località poste più a nord come Hurghada e Sharm el-Sheikh, o comunque come Kosseir che ha clima normalmente stabile, ma con estati un po' più fresche. Marsa Alam, Kosseir e Sharm el-Sheikh hanno temperature notturne più calde rispetto alle altre città egiziane e rispetto alle località vicine ai Resort. Le temperature massime registrate variano in media da 22 a 25 °C (72-77 °F) in gennaio e da 33 a 40 °C (91-104 °F) in agosto. La temperatura del Mar Rosso a questa latitudine varia annualmente dai 22° ai 29 °C (72 a 84 °F). Come record di temperatura più alta registrata si sono avuti 45 °C (113 °F), rilevati il 10 maggio 2010, mentre come record di temperatura minima si sono avuti 5 °C (41 °F), registrati il 3 gennaio 2008.

## Storia
Marsa Alam può essere considerata una vera e propria città di fondazione. La sua costruzione è iniziata nel 1995 grazie agli investimenti del gruppo kuwaitiano Al-Kharaifi, che ha contribuito alla costruzione della città, delle infrastrutture e dell'aeroporto, oltre che dei resort.

## Parco naturale marino protetto Wadi el-Gemal
L'Egitto ha dichiarato il suo impegno a migliorare la qualità dell'ambiente e a promuovere un uso sostenibile delle sue risorse naturali, come scelta strategica per il futuro della nazione. Questa strategia ha richiesto la creazione e il mantenimento di una rete rappresentativa di aree protette del paese. Come parte di questa strategia verso un uso razionale e sostenibile delle sue risorse naturali, il Primo Ministro egiziano ha creato nel mese di gennaio 2003 il parco di Wadi el-Gemal (WGNP), quale Parco Nazionale egiziano. Il WGNP comprende una superficie di 4.770 km² di superficie terrestre, oltre a circa 2.000 km² di acque marine. 
Il Parco naturale marino protetto Wadi el-Gemal richiama ogni anno migliaia di turisti.